# Diastylis zimmeri
Diastylis zimmeri är en kräftdjursart som beskrevs av Michel Ledoyer 1977. Diastylis zimmeri ingår i släktet Diastylis och familjen Diastylidae. Inga underarter finns listade i Catalogue of Life.